# Stankovci
Stankovci (ital. Stancovazzo) ist eine Gemeinde in Kroatien in der Gespanschaft Zadar.

## Lage und Einwohner
Stankovci liegt an der Küstenstraße von Šibenik nach Benkovac etwa 50 km südöstlich von Zadar.
Die Gemeinde Stankovci besteht aus den sieben Ortschaften Banjevci, Bila Vlaka, Budak, Crljenik, Morpolača, Stankovci und Velim und hat insgesamt 2003 Einwohner, wovon allein im Hauptort Stankovici 688 Menschen leben (Volkszählung 2011).

## Geschichte
Im 16. und 17. Jahrhundert kämpften dort Venezianer und Türken um die Festung Velim.